# Kira Lewis
Kira Aundrea Lewis jr. (Portsmouth, 16 marzo 2000) è un cestista statunitense.

## Carriera

### High school
Lewis ha giocato a basket per la Hazel Green High School di Hazel Green, Alabama per tre anni. Da junior, ha avuto una media di 28,5 punti, 5,9 rimbalzi, 4,5 assist e 3,9 palle rubate a partita e ha portato la sua squadra alle semifinali della Classe 6A dell'Alabama; è stato finalista per Alabama Mr. Basketball ed è stato nominato Giocatore dell'anno della regione di Huntsville e Giocatore dell'anno della classe 6A dell'Alabama. Era originariamente nella classe 2019, ma si è diplomato presto al liceo e riclassificato al 2018; è stato considerato una recluta a quattro stelle da ESPN e 247Sports.

### College
Nella sua stagione da matricola con Alabama, Lewis, all'età di 17 anni, è stato il secondo giocatore più giovane nella NCAA Division I di basket, dietro Everett Perrot di Pepperdine ed è stato il giocatore più giovane a disputare una partita. La partita successiva, aveva 21 punti contro lo Stato degli Appalachi e lo ha seguito con un massimo di 24 punti contro Wichita State. Ha pareggiato il suo massimo stagionale di 24 punti contro la Georgia nel febbraio 2019. Lewis ha fatto segnare una media di 13,5 punti, 2,9 assist e 2,6 rimbalzi a partita ed è stato nominato alla SEC All-Freshman Team. Tuttavia, l'Alabama ha lottato e ha concluso 18-16, perdendo al primo turno del NIT. Lewis è entrato nel portale di trasferimento prima che il nuovo allenatore Nate Oats lo convinse a tornare.
Alla sua seconda stagione di apertura, Lewis ha segnato 30 punti in carriera in una sconfitta per 81-80 contro Penn State. Lewis ha segnato un record di 37 punti l'8 febbraio 2020, nella vittoria per 105-102 ai supplementari contro Georgia. Il 12 febbraio, è diventato il primo giocatore dell'Alabama dal 1996 a registrare una tripla doppia, segnando 10 punti, 10 rimbalzi e 13 assist in una sconfitta per 95-91 agli straordinari contro Auburn. È diventato il secondo giocatore nella storia della scuola a raggiungere questo risultato. Il 25 febbraio Lewis ha contribuito con 29 punti, sette rimbalzi e quattro assist in una sconfitta per 80-73 contro il Mississippi State. Al termine della stagione regolare, Lewis è stato nominato nella First Team All-SEC. Al secondo anno, Lewis ha avuto una media di 18,5 punti, 4,8 rimbalzi e 5,2 assist a partita. Dopo la stagione, Lewis ha dichiarato per il Draft NBA 2020.

### NBA

#### New Orleans Pelicans (2020-)
Il 18 novembre 2020, viene scelto con la tredicesima scelta assoluta al Draft NBA 2020 dai New Orleans Pelicans.

## Statistiche

### NCAA
| Anno      | Squadra            | PG | PT | MP   | TC%  | 3P%  | TL%  | RP  | AP  | PRP | SP  | PP   |
| --------- | ------------------ | -- | -- | ---- | ---- | ---- | ---- | --- | --- | --- | --- | ---- |
| 2018-2019 | Alabama Crim. Tide | 34 | 34 | 31,6 | 43,3 | 35,8 | 78,3 | 2,6 | 2,9 | 0,8 | 0,3 | 13,5 |
| 2019-2020 | Alabama Crim. Tide | 31 | 31 | 37,6 | 45,9 | 36,6 | 80,2 | 4,8 | 5,2 | 1,8 | 0,6 | 18,5 |
| Carriera  | Carriera           | 65 | 65 | 34,5 | 44,7 | 36,2 | 79,3 | 3,6 | 4,0 | 1,3 | 0,4 | 16,0 |

#### Massimi in carriera
- Massimo di punti: 37 vs Georgia (8 febbraio 2020)[1]
- Massimo di rimbalzi: 10 vs Auburn (12 febbraio 2020)
- Massimo di assist: 13 vs Auburn (12 febbraio 2020)
- Massimo di palle rubate: 4 (3 volte)
- Massimo di stoppate: 3 vs Kansas State (25 gennaio 2020)
- Massimo di minuti giocati: 46 vs Florida (4 gennaio 2020)

### NBA

#### Regular Season
| Anno      | Squadra         | PG  | PT | MP   | TC%  | 3P%  | TL%  | RP  | AP  | PRP | SP  | PP  |
| --------- | --------------- | --- | -- | ---- | ---- | ---- | ---- | --- | --- | --- | --- | --- |
| 2020-2021 | N.O. Pelicans   | 54  | 0  | 16,7 | 38,6 | 33,3 | 84,3 | 1,3 | 2,3 | 0,7 | 0,2 | 6,4 |
| 2021-2022 | N.O. Pelicans   | 24  | 0  | 14,2 | 40,4 | 22,4 | 83,3 | 1,6 | 2,0 | 0,5 | 0,0 | 5,9 |
| 2022-2023 | N.O. Pelicans   | 25  | 0  | 9,4  | 45,5 | 44,1 | 86,4 | 1,3 | 0,9 | 0,4 | 0,1 | 4,6 |
| 2023-2024 | N.O. Pelicans   | 15  | 0  | 9,6  | 30,8 | 10,0 | 90,9 | 0,9 | 1,2 | 0,3 | 0,1 | 2,9 |
| 2023-2024 | Toronto Raptors | 1   | 0  | 2,0  | -    | -    | -    | 0,0 | 0,0 | 0,0 | 0,0 | 0,0 |
| 2023-2024 | Utah Jazz       | 12  | 0  | 9,9  | 45,0 | 15,4 | 77,8 | 1,0 | 1,6 | 0,3 | 0,1 | 3,8 |
| Carriera  | Carriera        | 131 | 0  | 13,3 | 39,7 | 29,4 | 84,8 | 1,3 | 1,8 | 0,5 | 0,1 | 5,2 |

#### Massimi in carriera
- Massimo di punti: 21 vs Atlanta Hawks (2 aprile 2021)[2]
- Massimo di rimbalzi: 6 (2 volte)
- Massimo di assist: 6 (2 volte)
- Massimo di palle rubate: 4 vs Detroit Pistons (14 febbraio 2021)
- Massimo di stoppate: 2 vs Los Angeles Lakers (23 marzo 2021)
- Massimo di minuti giocati: 33 vs Orlando Magic (1º aprile 2021)